# Boulieu-lès-Annonay
Boulieu-lès-Annonay é uma comuna francesa na região administrativa de Auvérnia-Ródano-Alpes, no departamento de Ardèche. Estende-se por uma área de 9,5 km².